# Liga III
Liga III ist die dritthöchste Spielklasse im rumänischen Fußball. Sie wurde 1936 gegründet und trug bis einschließlich der Saison 2005/06 den Namen Divizia C. Eine Ausnahme bildeten die Spielzeiten 1992/93 bis 1996/97, in denen die Spielklasse Divizia B hieß. Die Sieger der einzelnen Staffeln steigen in die Liga II auf, die jeweils Letztplatzierten steigen in die Liga IV ab.
Bis 1963 wurde der Wettbewerb nur unregelmäßig ausgetragen. Nach den ersten beiden Spielzeiten 1936/37 und 1937/38 wurde der Spielbetrieb der Divizia C eingestellt und erst 1946/47 wieder für eine Saison aufgenommen. Nach einem weiteren Jahr Pause wurde 1948/49 ein neuer Anlauf genommen, der jedoch nach der Hinrunde abgebrochen wurde. Die vierte Auflage der Divizia C fand 1956 statt, der die beiden Saisons 1957/58 und 1958/59 folgten. Nach weiteren vier Jahren Pause kam es erst 1963/64 zu der nächsten Spielzeit, seit der die Divizia C nun jährlich ausgetragen wird. 
Besondere Bekanntheit erlangte die 8. Staffel der Divizia C in der Saison 1983/84 aufgrund des sehr engen Endergebnisses.